# تشارلي وايت
تشارلي وايت (بالإنجليزية: Charley White)‏ مواليد 25 مارس 1891 في ليفربول - الوفاة 24 يوليو 1959، كان ملاكم إنجليزي سابق صنّف ضمن فئة الوزن الخفيف.

## إحصائيات
خاض خلال مسيرته 172 نزالا، فاز في 119 وتعادل في 13 وخسر في 38. فاز بالضربة القاضية في 59 نزالا.

## روابط خارجية
- تشارلي وايت على موقع بوكس ريك (الإنجليزية) (registration required)